# Centrul istoric din Chișinău

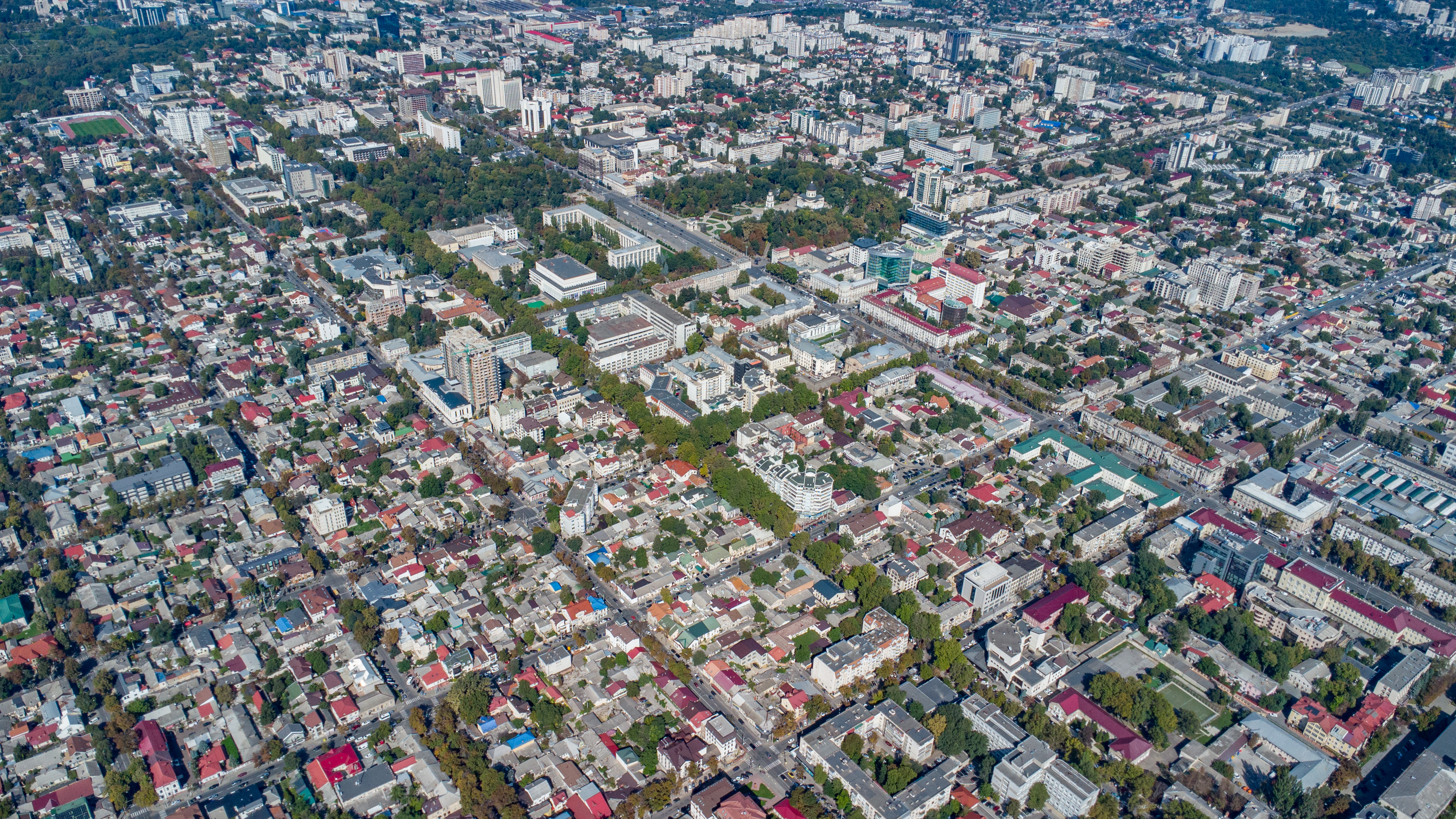
Nucleul Chișinăului

Centrul istoric al Chișinăului reprezintă zona centrală a orașului Chișinău, care concentrează cca. 1000 edificii de importanță istorică locală și națională, ridicate în mare parte în intervalul: a doua jumătate a secolului al XIX – prima jumătate a secolului al XX-lea, aranjate după principiul cartierelor închise, biserici vechi, monumente de arhitectură, etc. 

## Caracteristici
Zona centrului istoric al Chișinăului este împărțită, din punct de vedere urbanistic și istoric, în două cartiere distincte: Orașul Vechi și Orașul Nou, separate de  strada Columna.
Orașul Vechi, sau Chișinăul Vechi este situat în partea de nord-est a centrului, pe albia râului Bâc. Această zonă păstrează un caracter tradițional, cu străzi șerpuite de tip sătesc, numeroase case vechi, în general cu înălțimi de la 1 la 3 nivele. Construcțiile cu 3-5 nivele realizate în anii postbelici sunt concentrate preponderent de-a lungul axelor de planificare principale – bd. Ștefan cel Mare și bd. G. Vieru. Construcțiile multietajate se amplasează în complexele rezidențiale R1 și R12. Majoritatea fondului construit are gradul de uzură până la 30%. Aici se află cele mai vechi clădiri din oraș, străzi pietruite cu caldarâm și mai multe biserici istorice.
Orașul Nou, sau Chișinăul Nou, situat în partea de sud-vest a centrului, este plănuit și dezvoltat după anexarea Basarabiei de către Imperiul Rus în 1812, având o rețea stradală în formă de grilă. În această zonă se găsesc clădiri publice importante, precum Catedrala Mitropolitană „Nașterea Domnului”, Casa Guvernului, Parlamentul Republicii Moldova, Președinția, precum și cele mai importante parcuri centrale. Arhitectura este caracterizată de clădiri mai înalte, construite în principal la sfârșitul secolului al XIX-lea și începutul secolului al XX-lea. 
În ultimii ani în zona istorică a orașului avansează construcția clădirilor multietajate cu diversă destinație: de locuit, afaceri, comerț. Mai multe clădiri istorice sunt într-o stare avansată de degradare, multe dintre ele distruse sau lăsate în paragină. 

În total, 977 de monumente amplasate în intravilanul urban al orașului sunt incluse în „Registrul monumentelor de importanță națională și municipală” aprobat de Primăria Municipiului Chișinău în anul 1995. Nucleul istoric este și un monument istoric, de urbanism, arhitectural și de artă de importanță națională inclus în Registrul monumentelor Republicii Moldova ocrotite de stat cu nr. 308 (municipiul Chișinău), denumirea completă a sa în Registru fiind:
Nucleul istoric al Chișinăului cu amplasamentul cuprins între străzile Alexei Mateevici, Constantin Stere, Alexei Șciusev, Mihai Viteazul, str-la Sfântul Andrei, străzile Sfântul Andrei, Ivan Zaikin, Albișoara, Ismail, bd. Ștefan cel Mare și Sfânt, străzile Ciuflea, București, Lev Tolstoi, reprezentat prin trama stradală cu fondul construit, scuarurile și monumentele păstrate in situ (a se vedea și fondul construit al străzilor specificate la poziția 283)

## Delimitare
Centrul istoric este amplasat în limitele teritoriului administrativ al sectoarelor Buiucani, Centru și Râșcani și este situat în perimetrul străzilor: A. Mateevici – C. Stere – Sf. Andrei – I. Zaikin – Albișoara – Ismail – Ștefan cel Mare și Sfânt – Ciuflea – București – L. Tolstoi – Ismail, cu o suprafață totală de 619 ha.

## Galerie

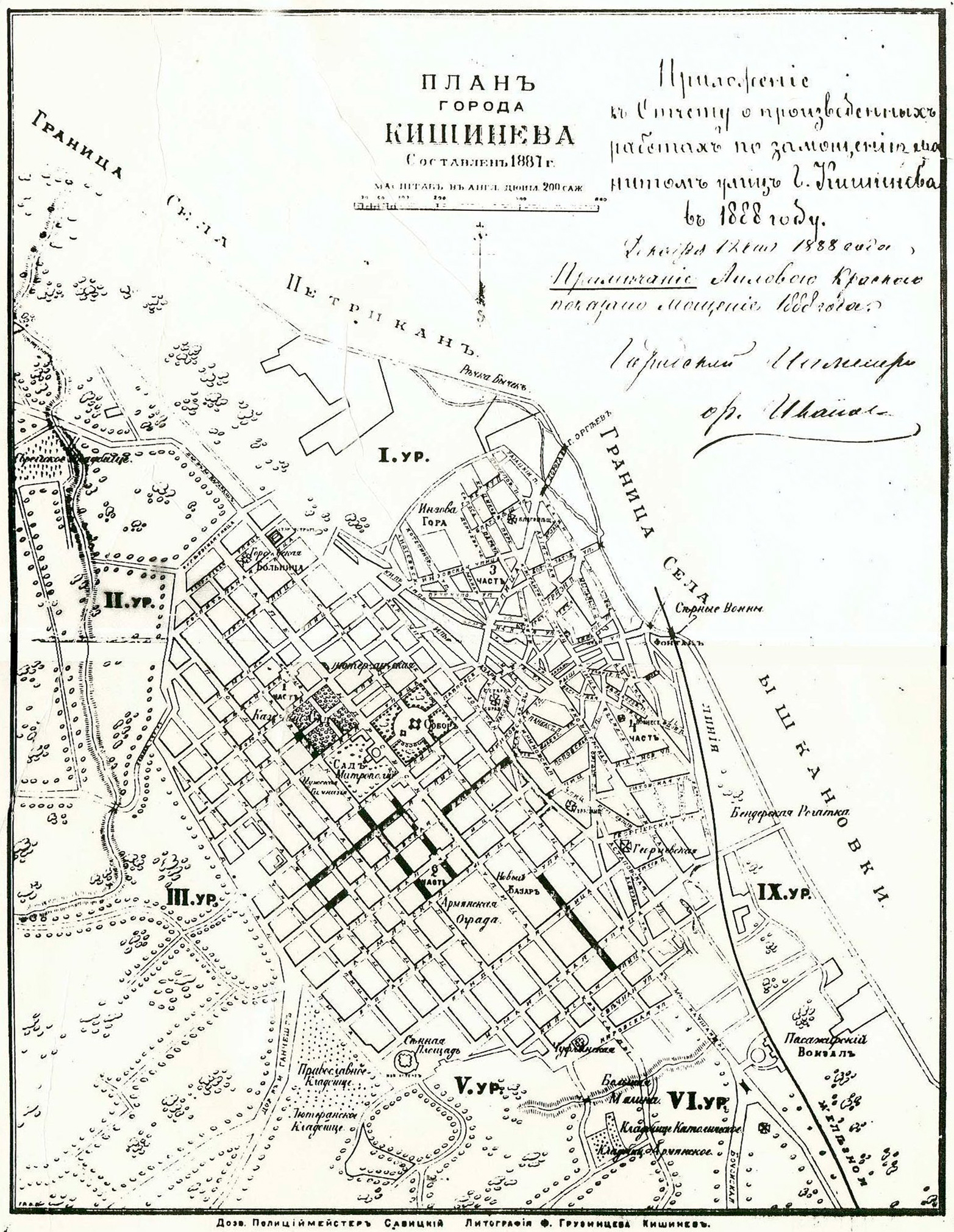
Planul Chișinăului la 1887, în mare parte centrul istoric de azi.
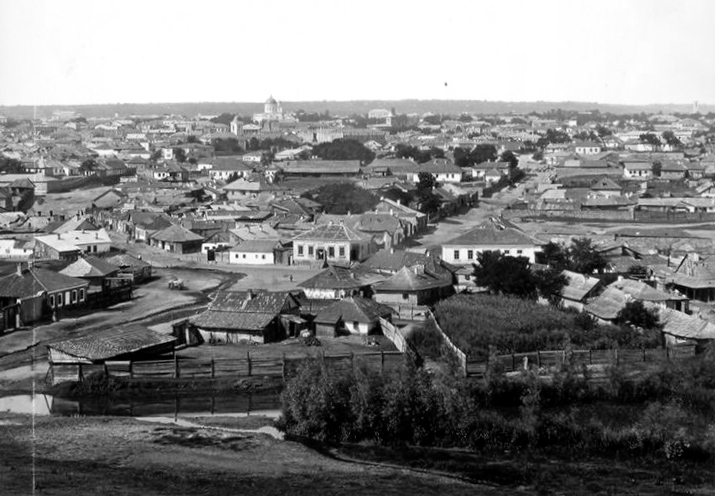
Chișinăul „de jos”, 1889.
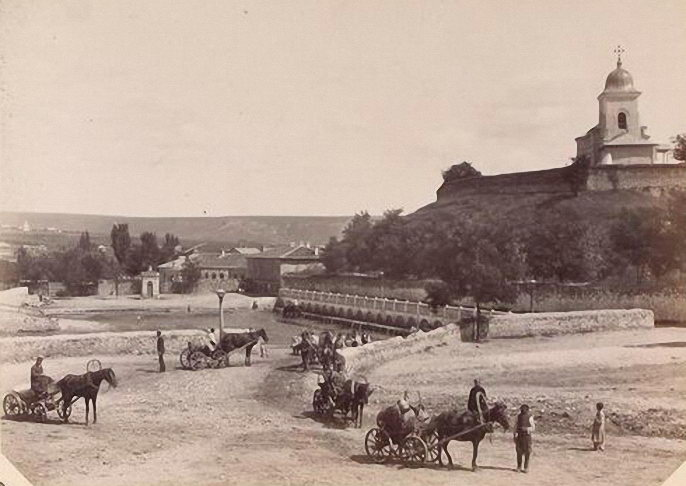
Colina Măzărache, cu biserica omonimă, la sf. secolului al XIX-lea.
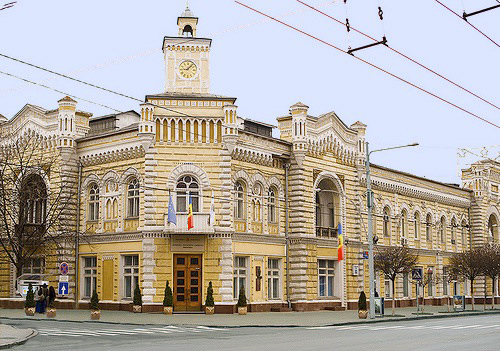
Clădirea primăriei municipiului
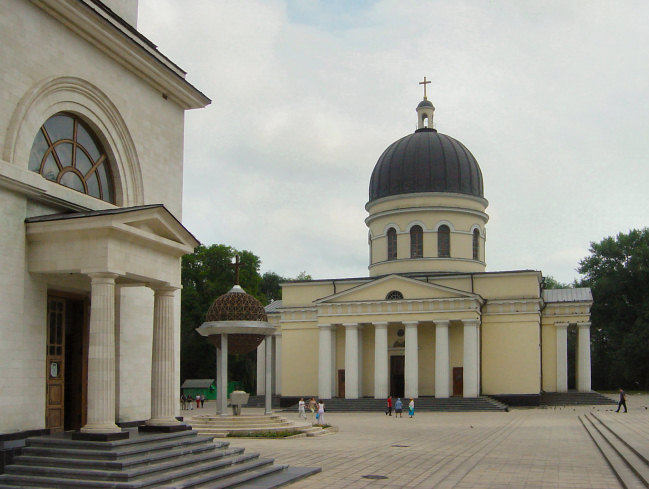
Catedrala Mitropolitană
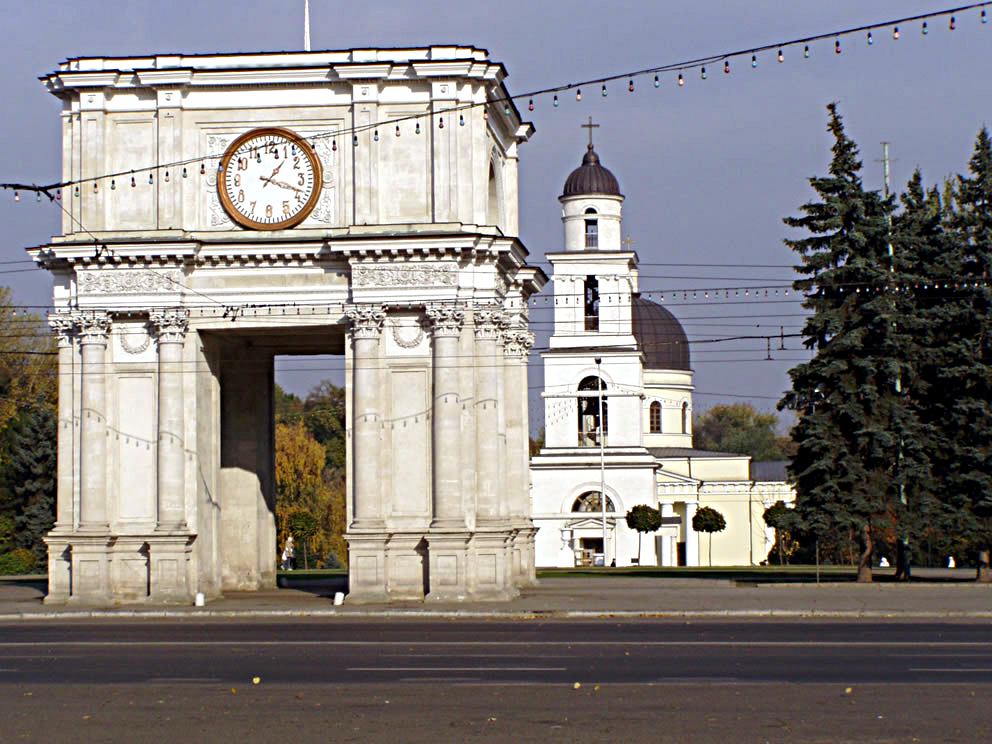
Arcul de Triumf
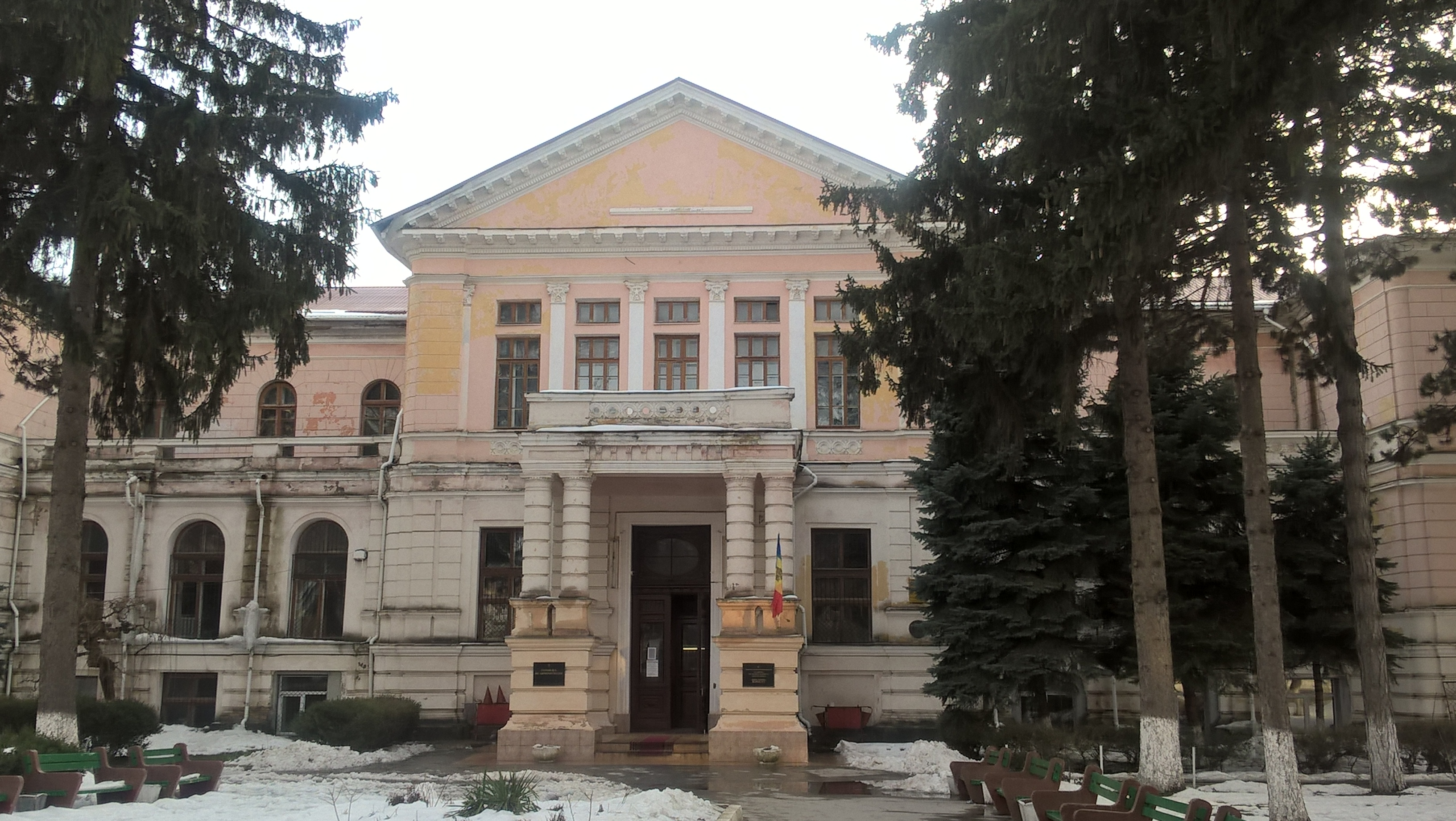
Sediul Sfatului Țării
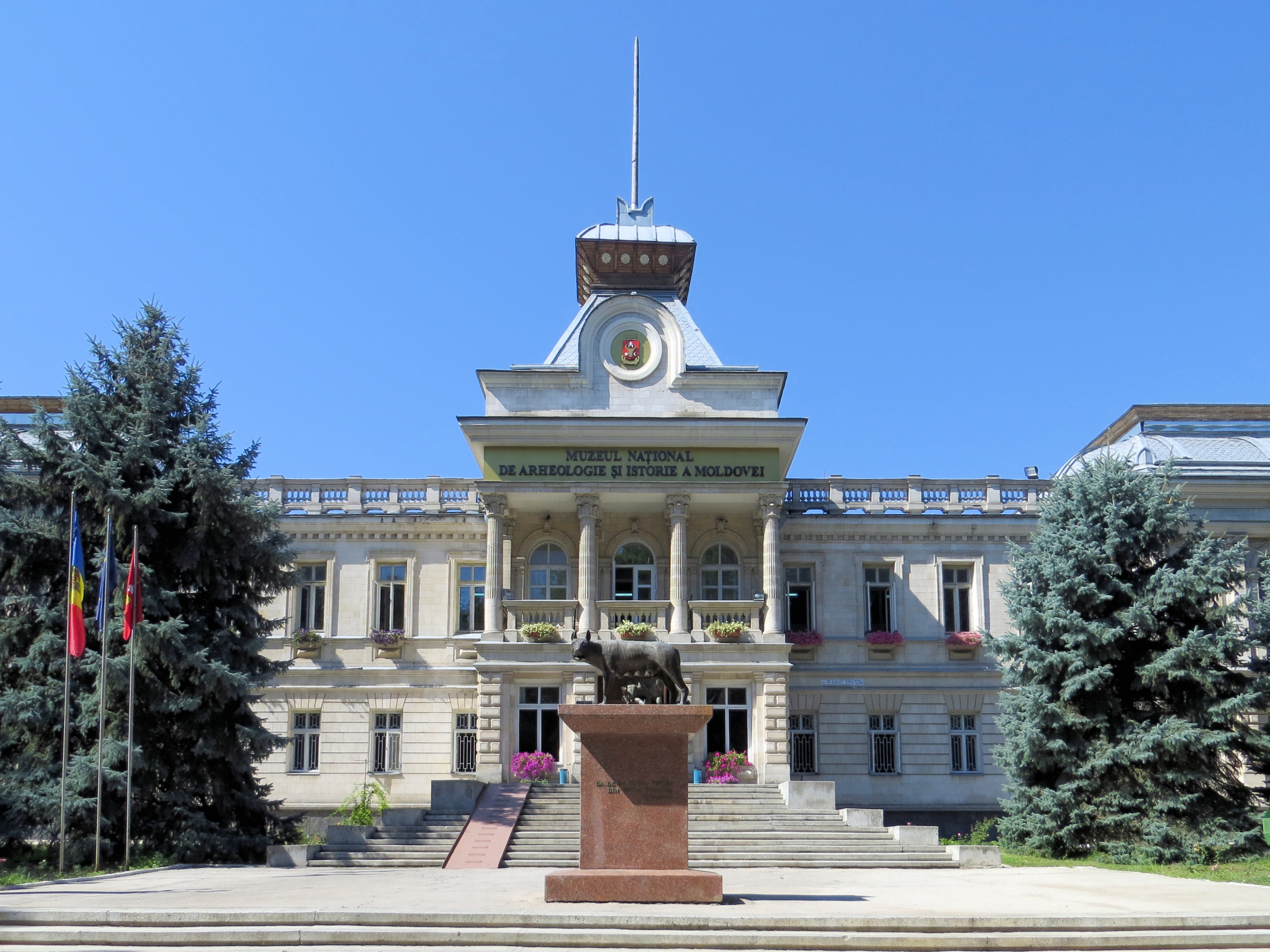
Muzeul Național de Istorie
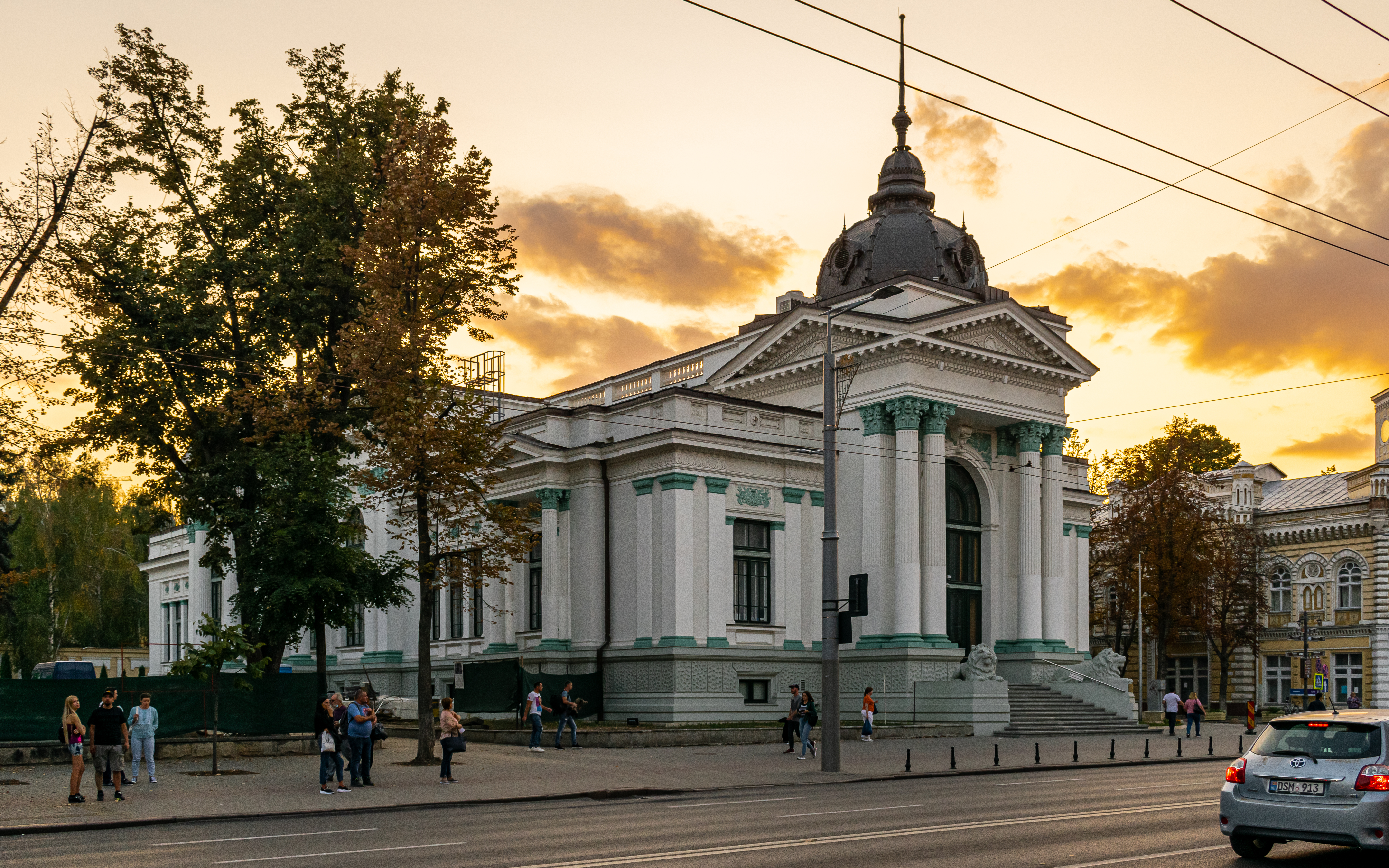
Sala cu Orgă
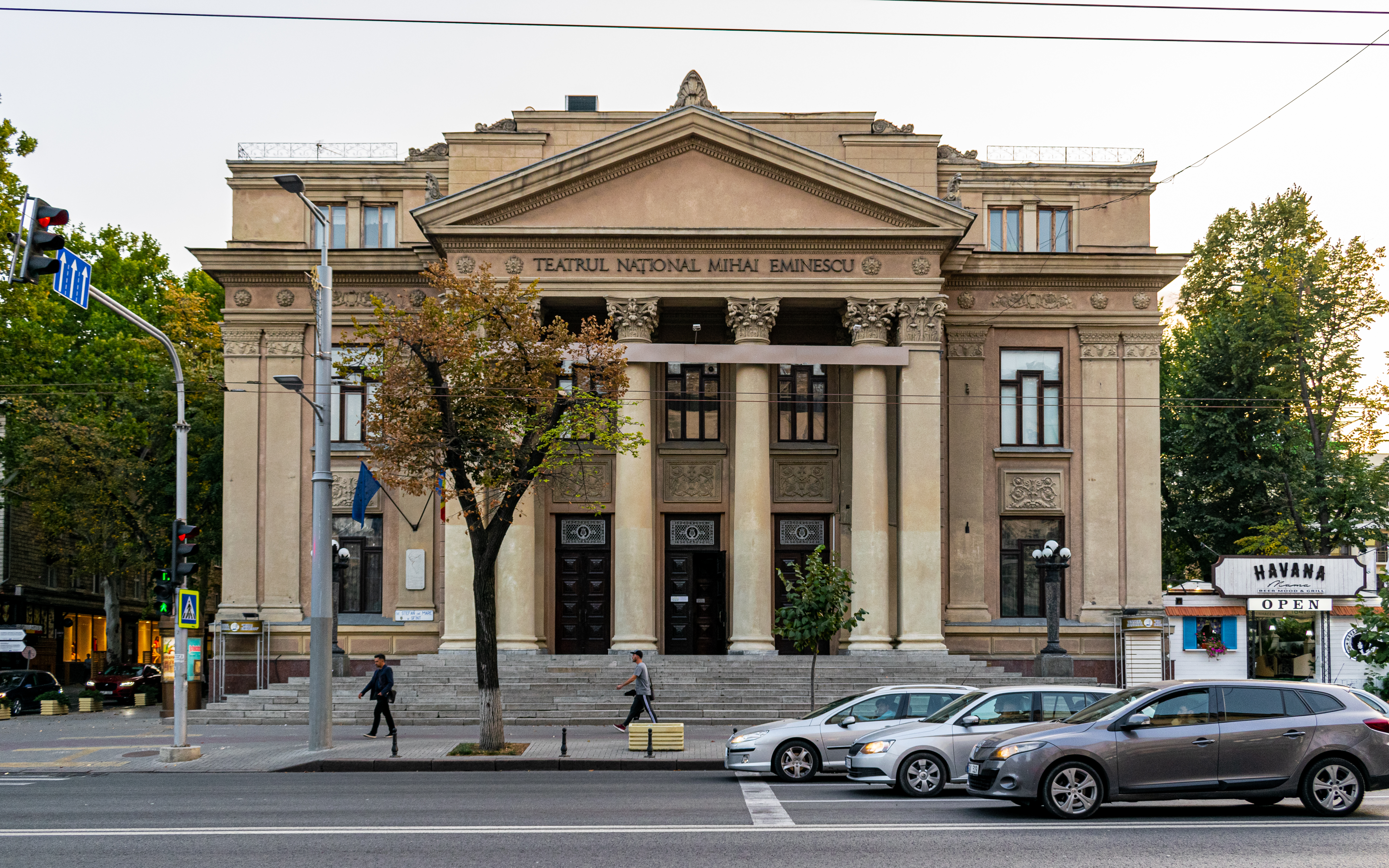
Teatrul Național „Mihai Eminescu”
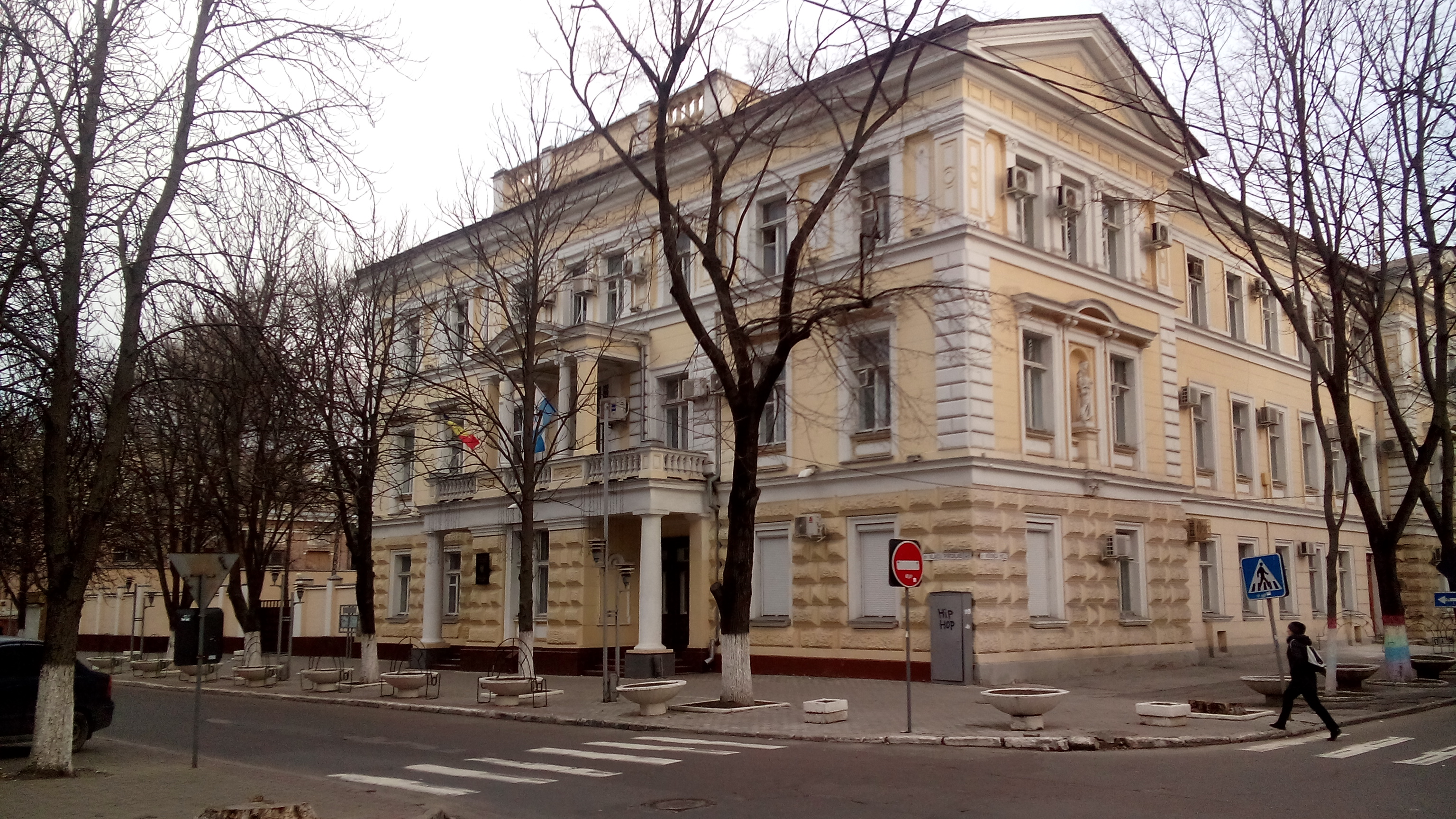
Fosta curte de zemstvă
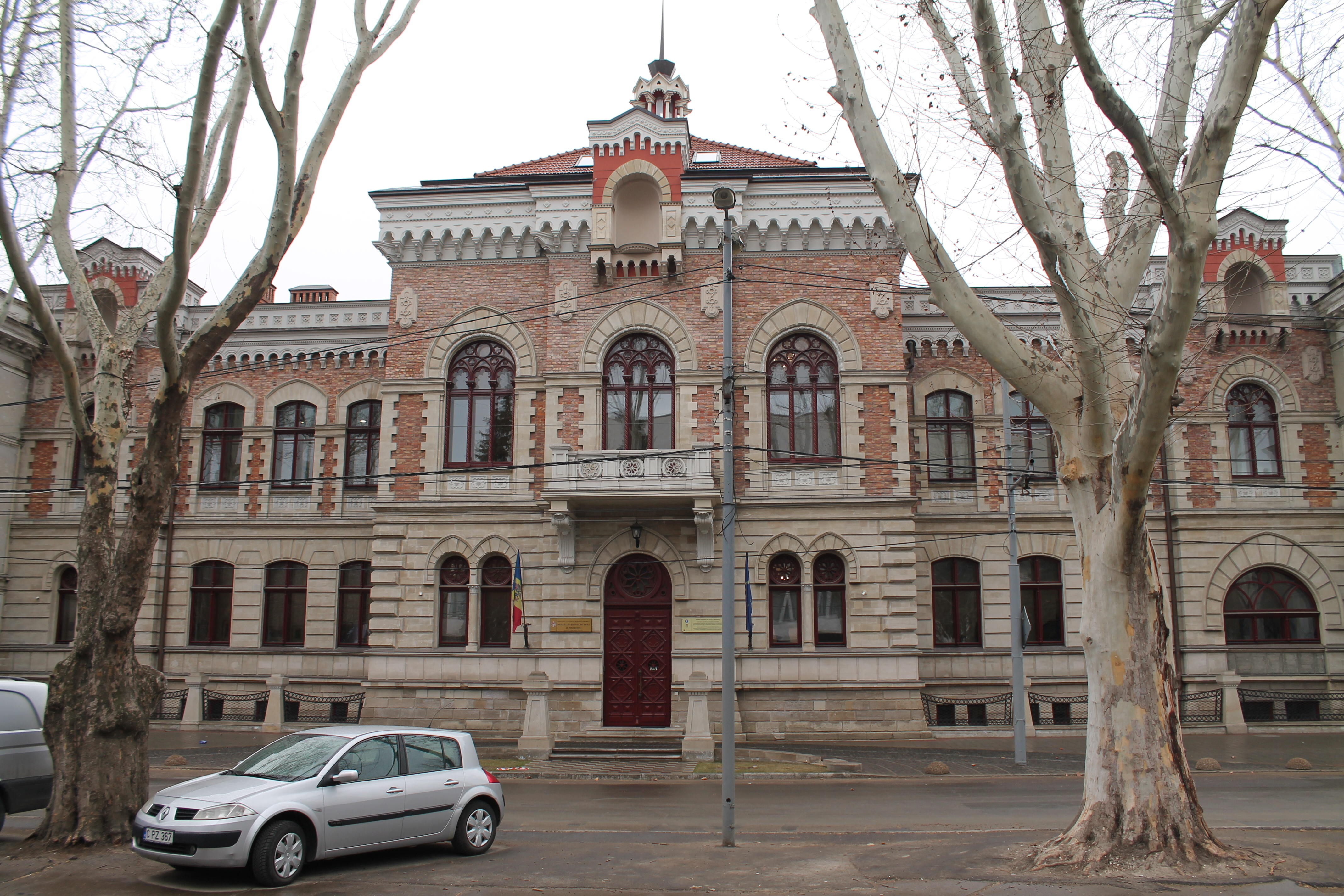
Clădirea fostului gimnaziu pentru fete fondat de principesa Dadiani
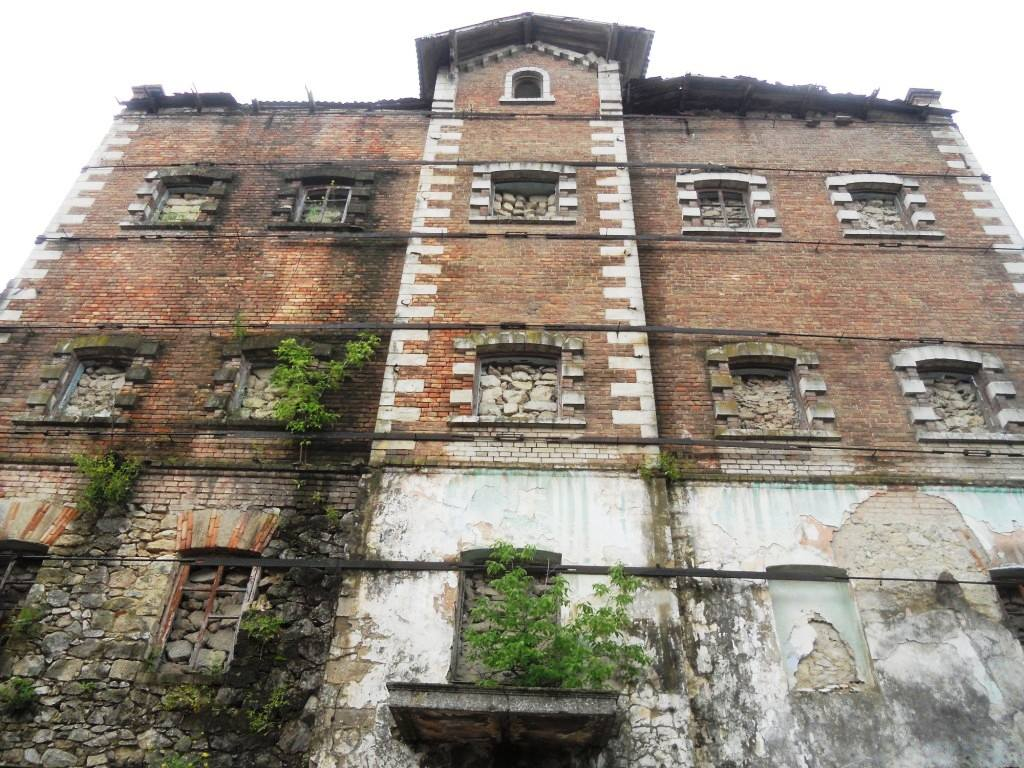
Moara roșie
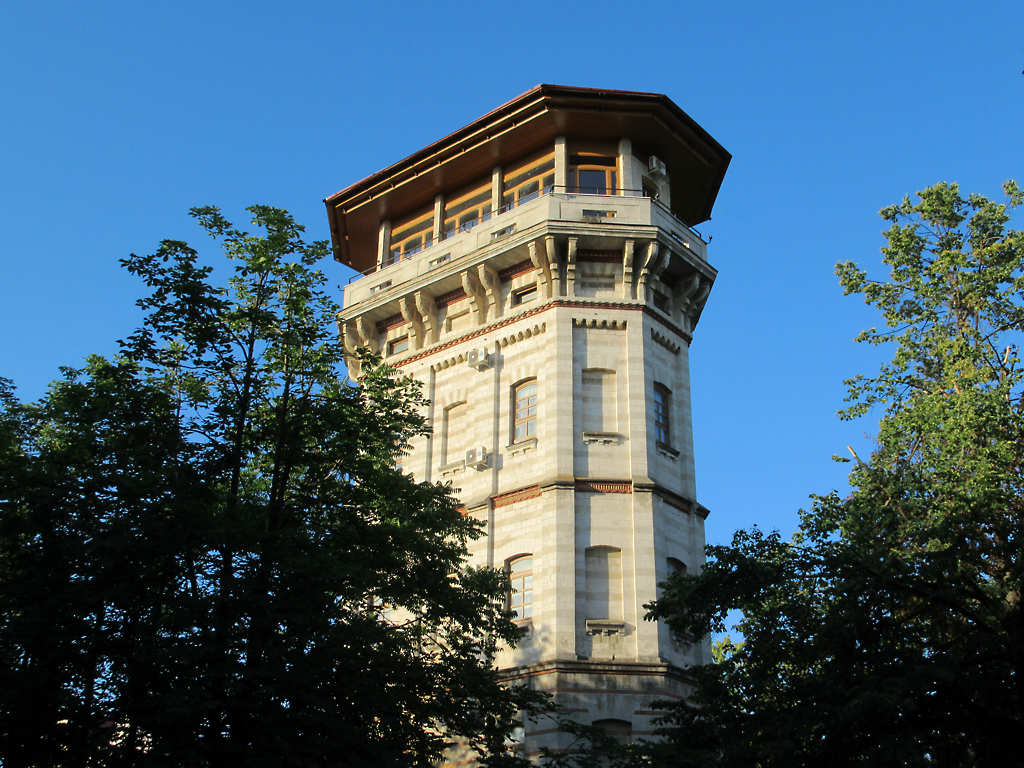
Turnul de apă
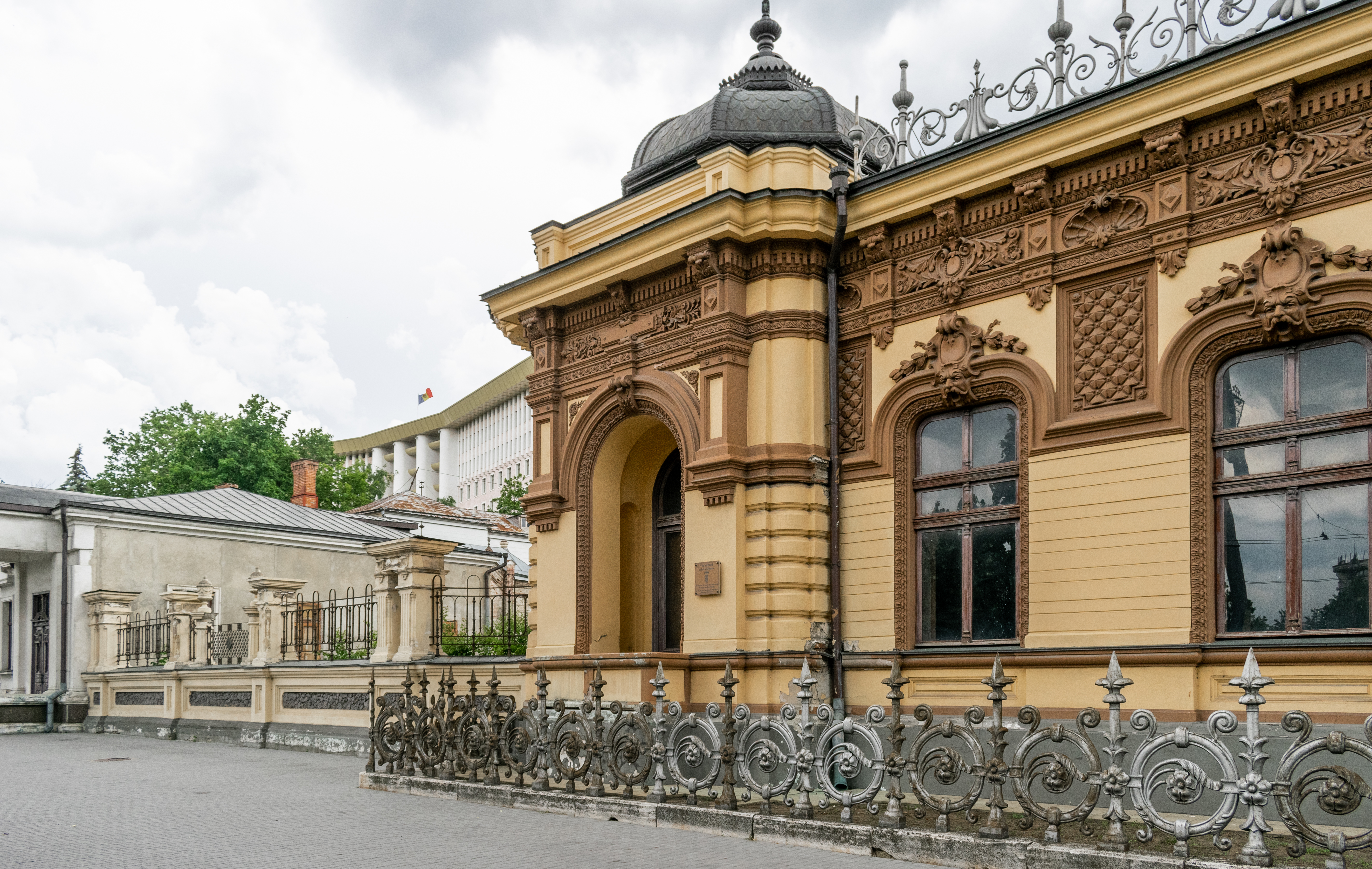
Muzeul Național de Artă
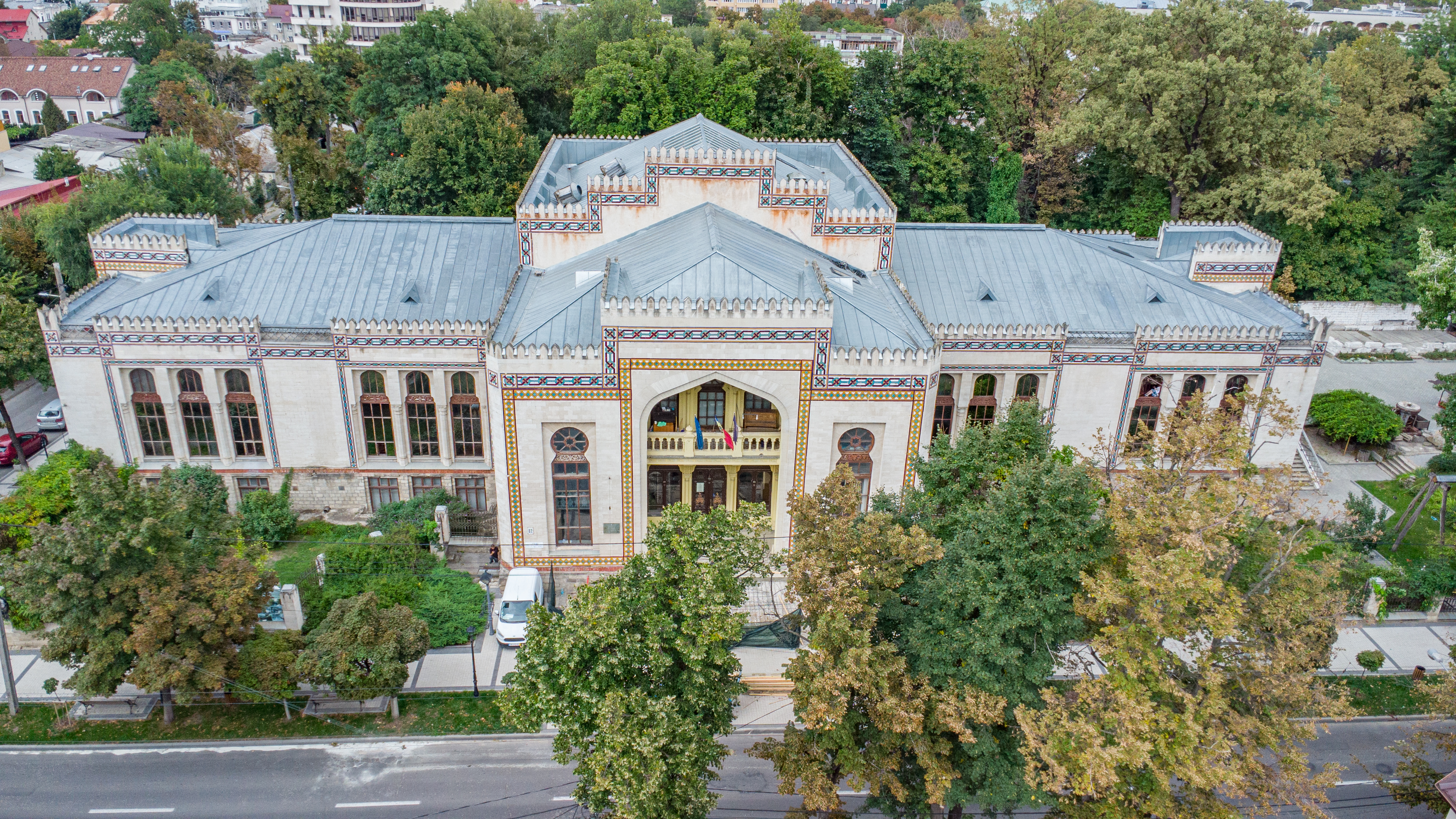
Muzeul Național de Etnografie și Istorie Naturală
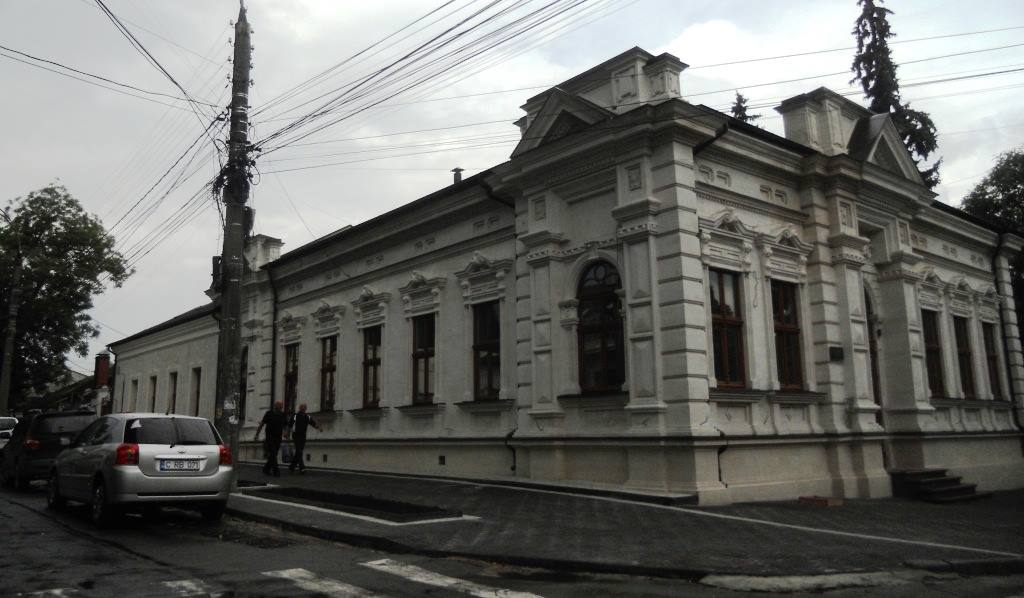
Vila Tumarkin
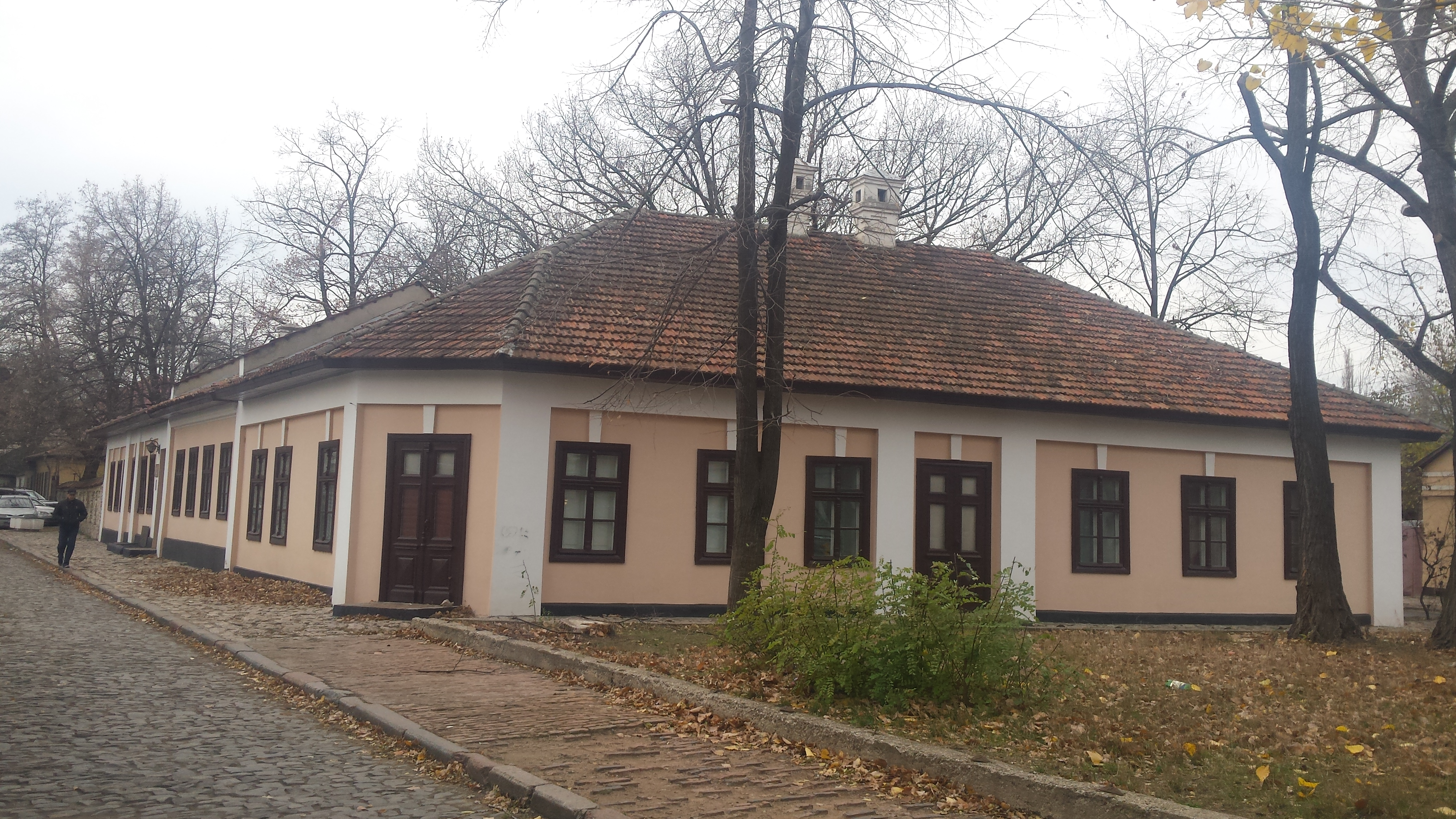
Casa-muzeu „Pușkin”
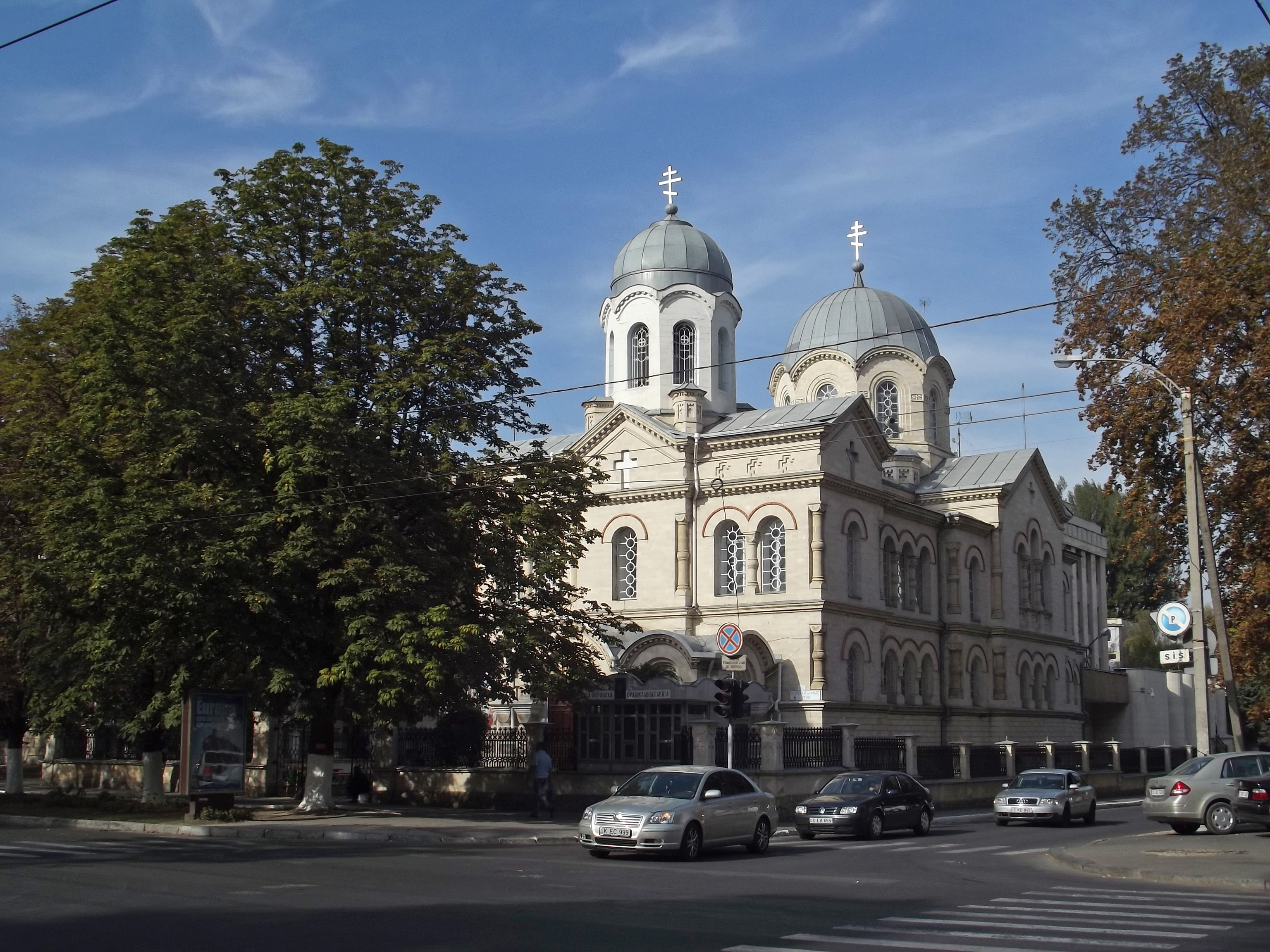
Biserica „Schimbarea la Față”
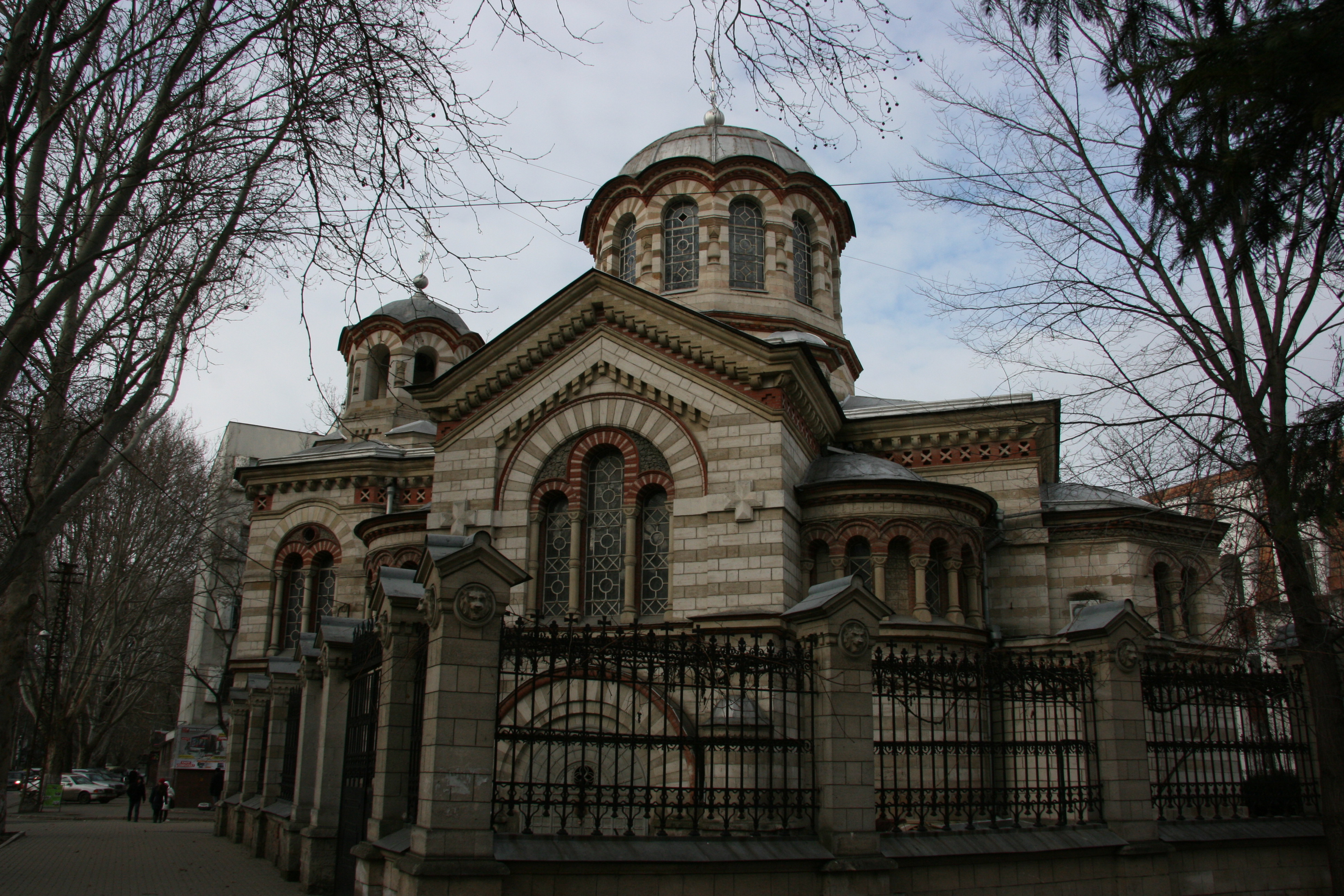
Biserica „Sfântul Pantelimon”
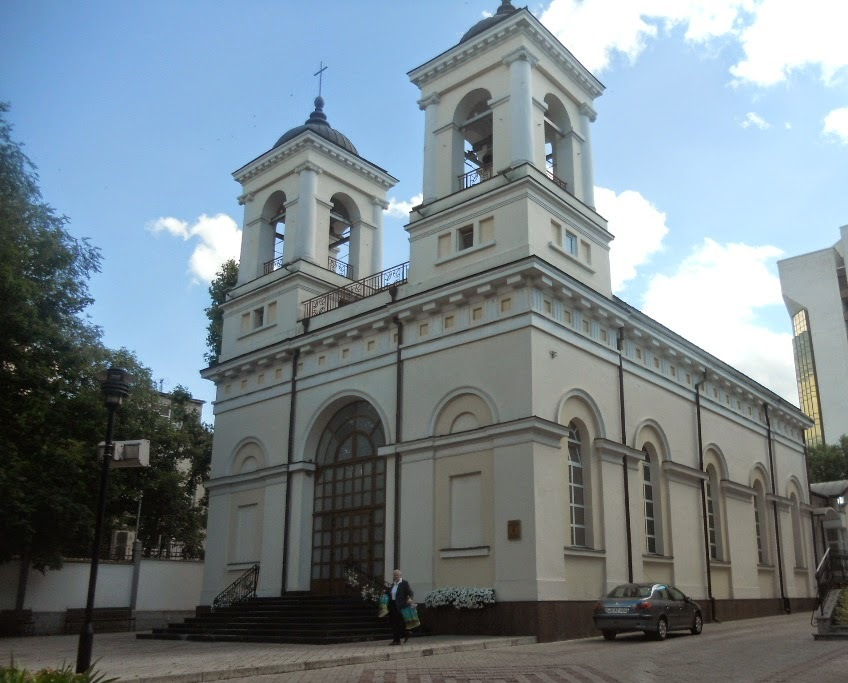
Catedrala romano-catolică
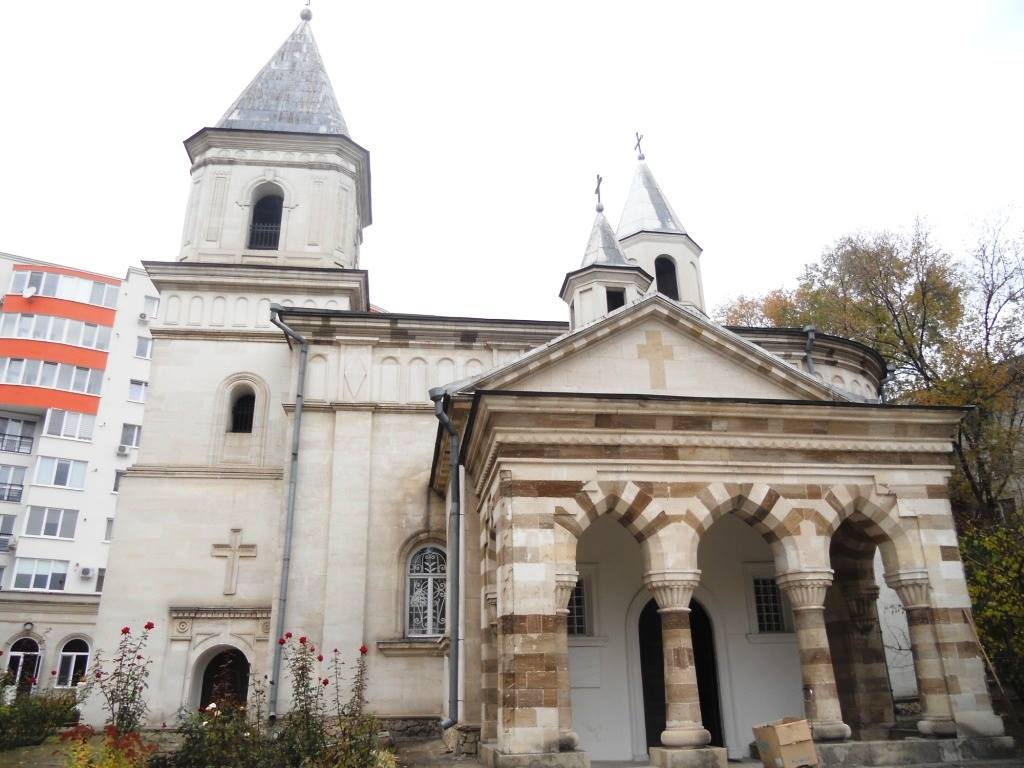
Biserica armenească
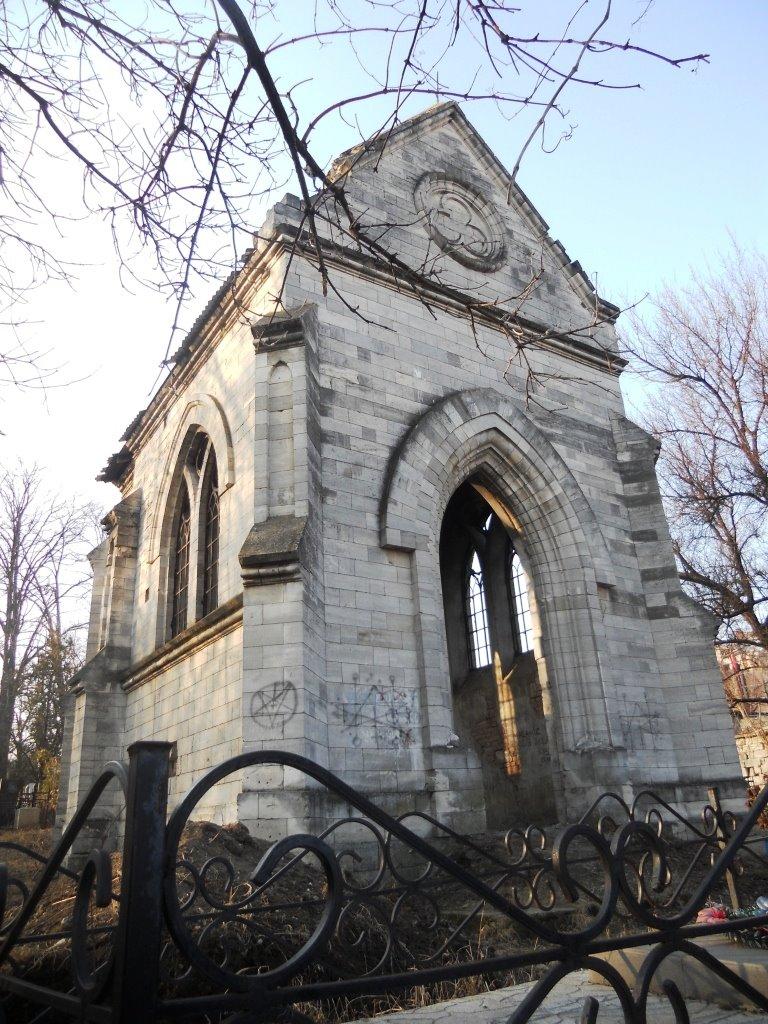
Capela Ohanowicz

### Clădiri și structuri care nu s-au păstrat

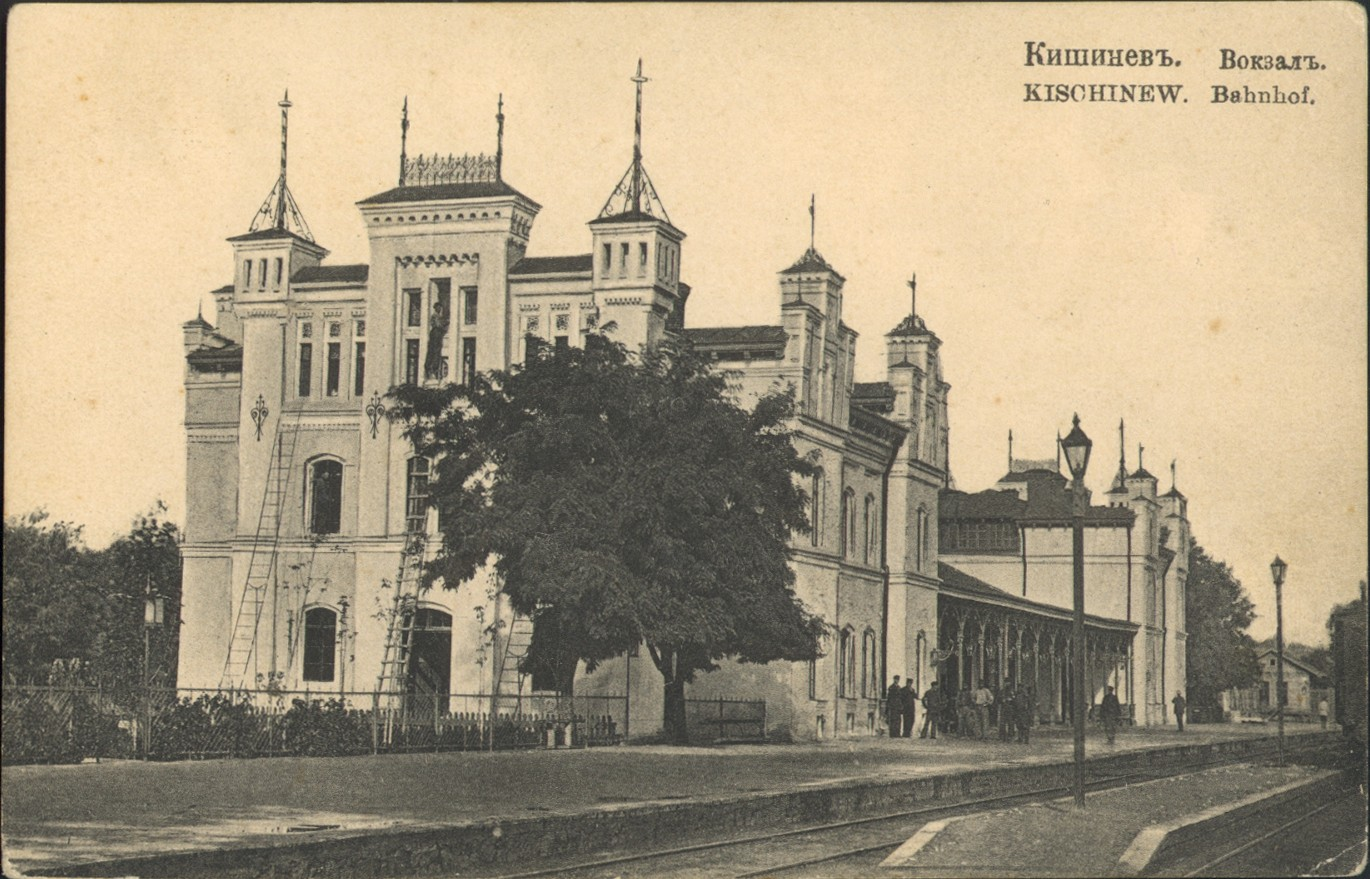
Gara, aruncată în aer în timpul retragerii sovietice din 1941.
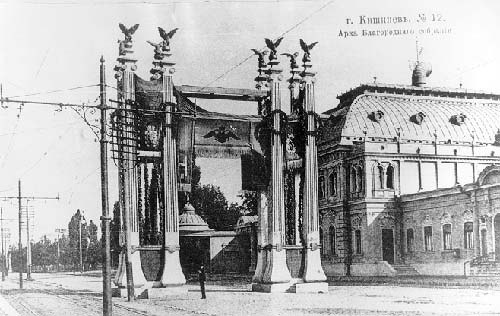
Clădirea clubului nobililor (Adunarea Nobililor).
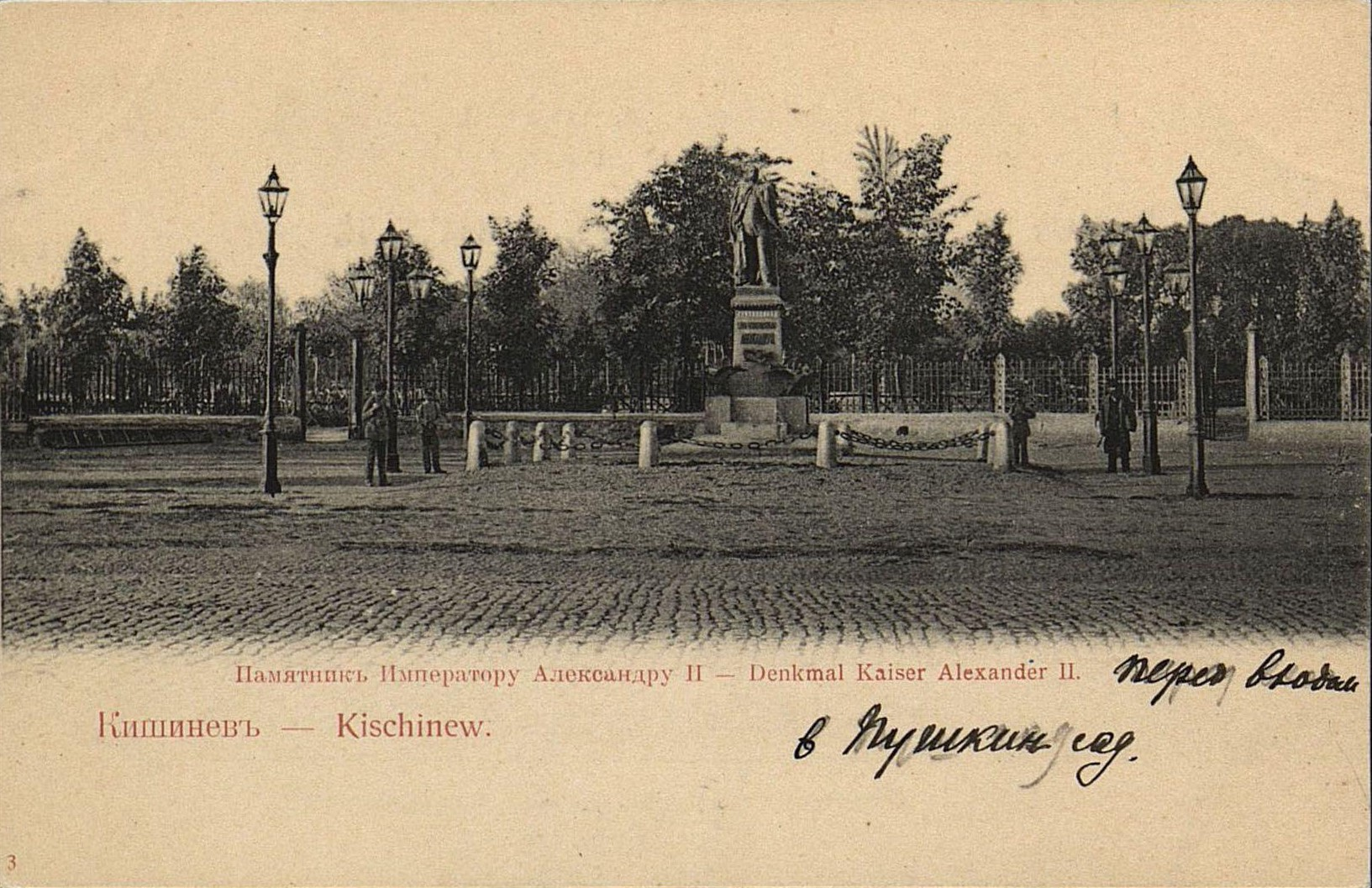
Monumentul împăratului Alexandru al II-lea.
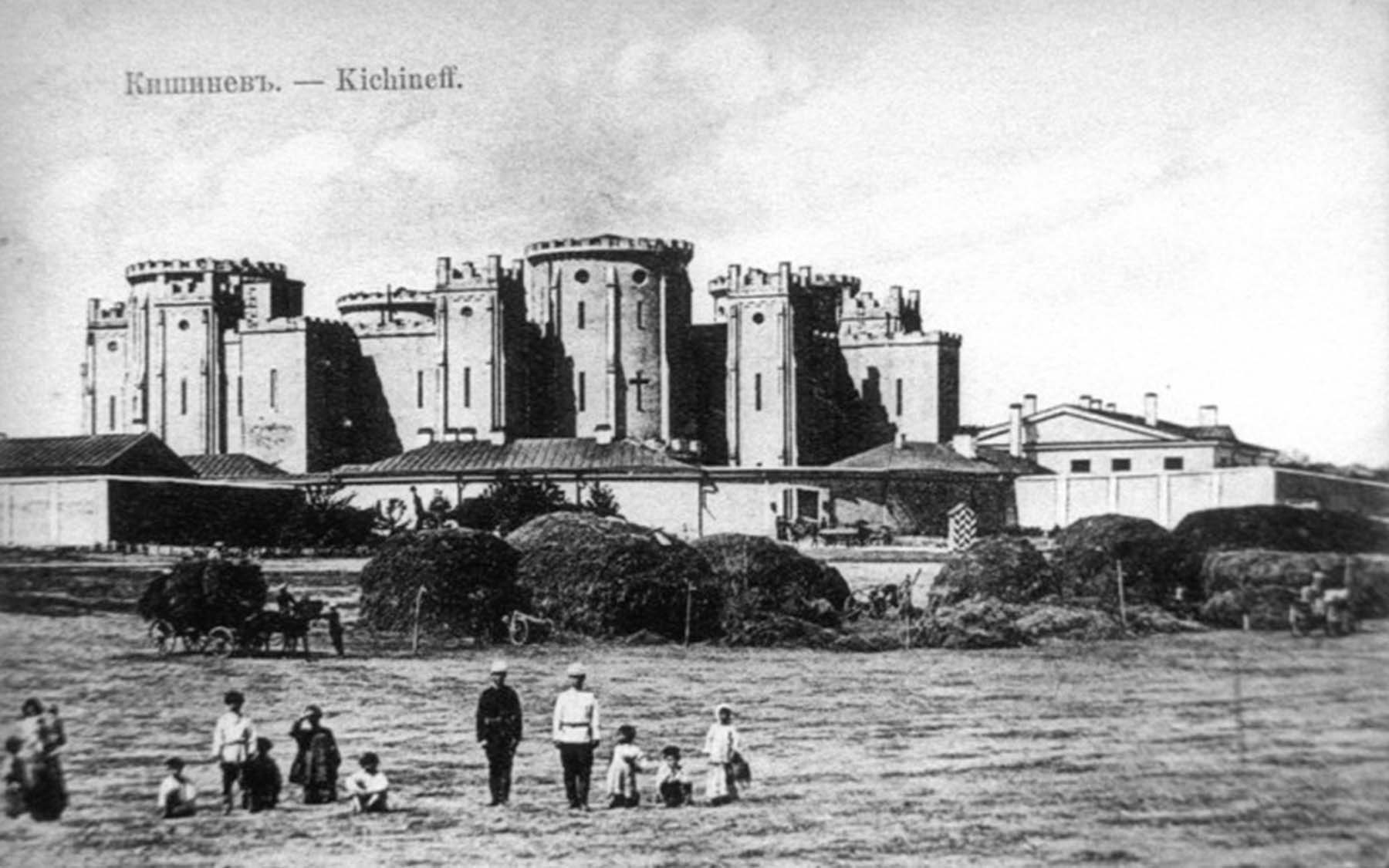
Castelul-închisoare (în prezent Penitenciarul Nr. 13). Parțial distrus de cutremurul din 1940 și din cauza că începuse războiul, nu a mai putut fi restaurat.
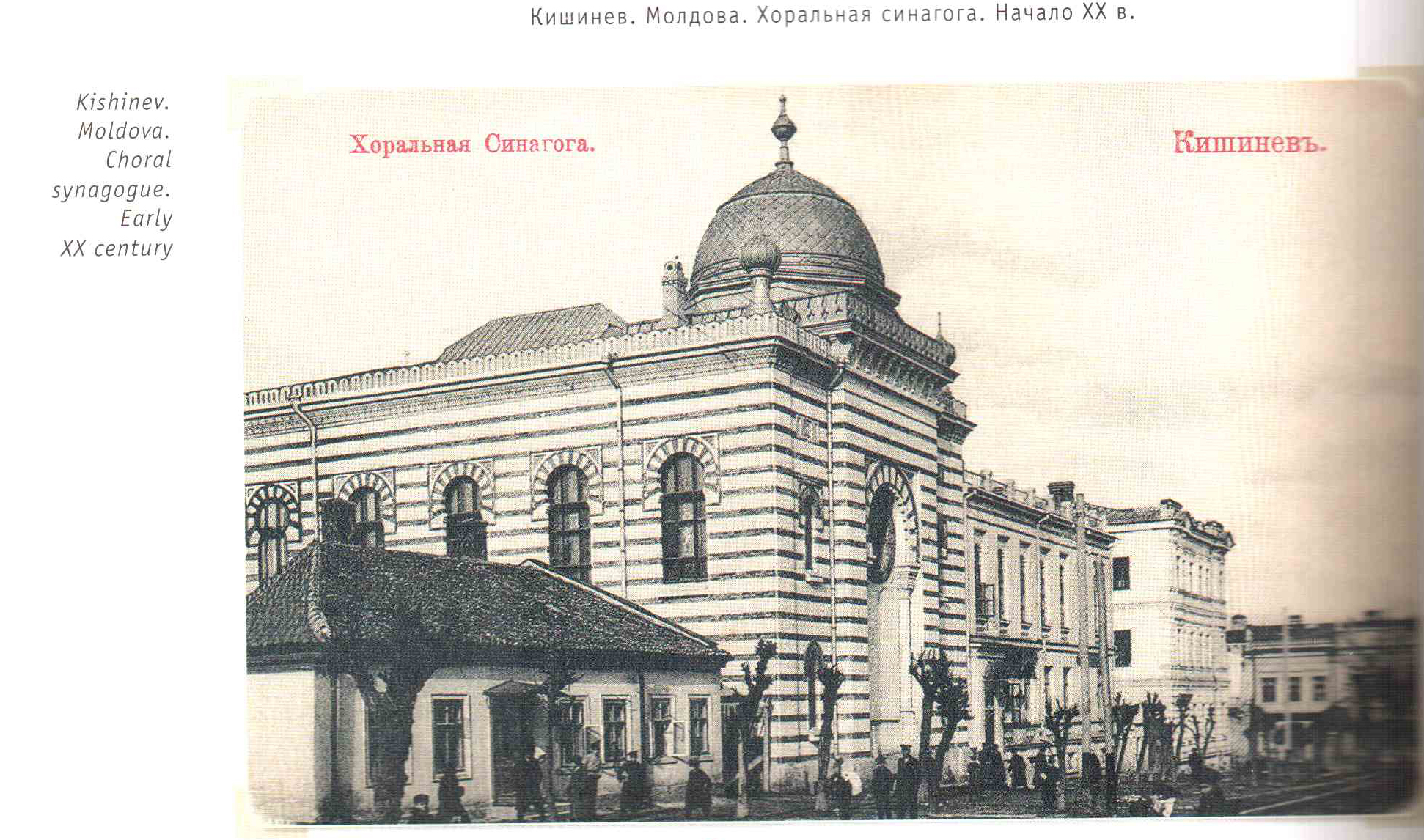
Sinagoga corală. După 1945 a fost parțial demolată, apoi, integrând părțile rămase, s-a construit actualul Teatru Dramatic Rus „A. P. Cehov”.
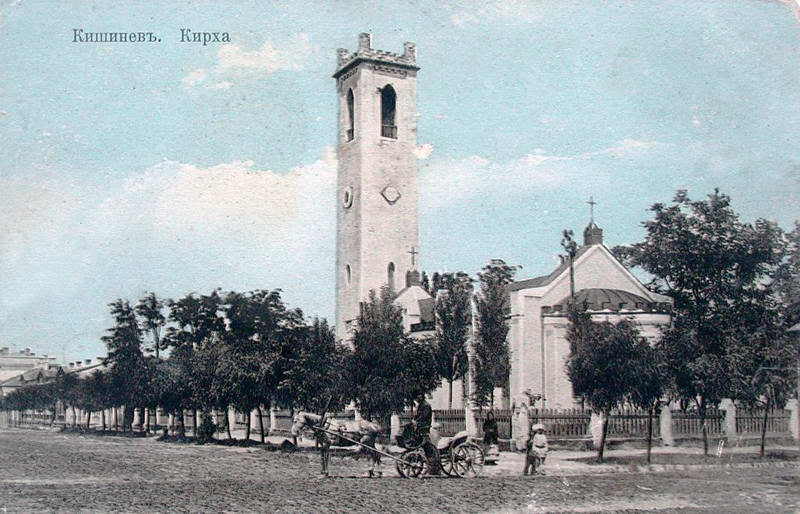
Biserica luterană, demolată în 1960, la dispoziția autorităților comuniste.
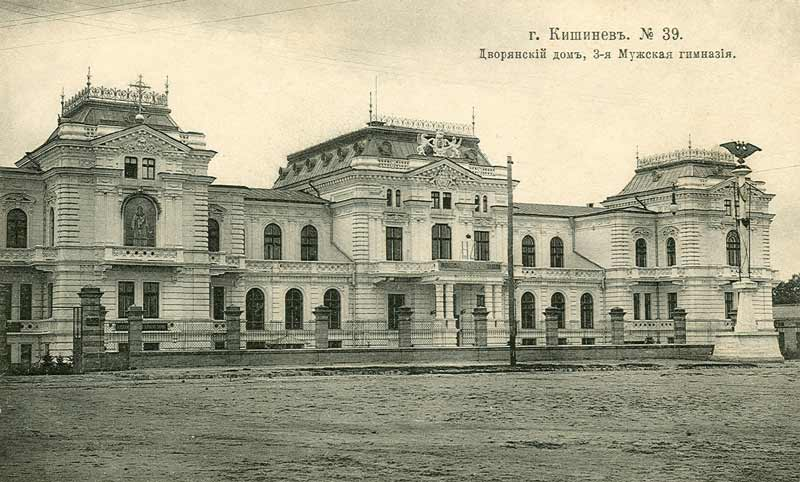
Sediul Sfatului Țării, edificiul s-a păstrat, dar cu un aspect puternic modificat (în prezent Academia de Muzică, Teatru și Arte Plastice).
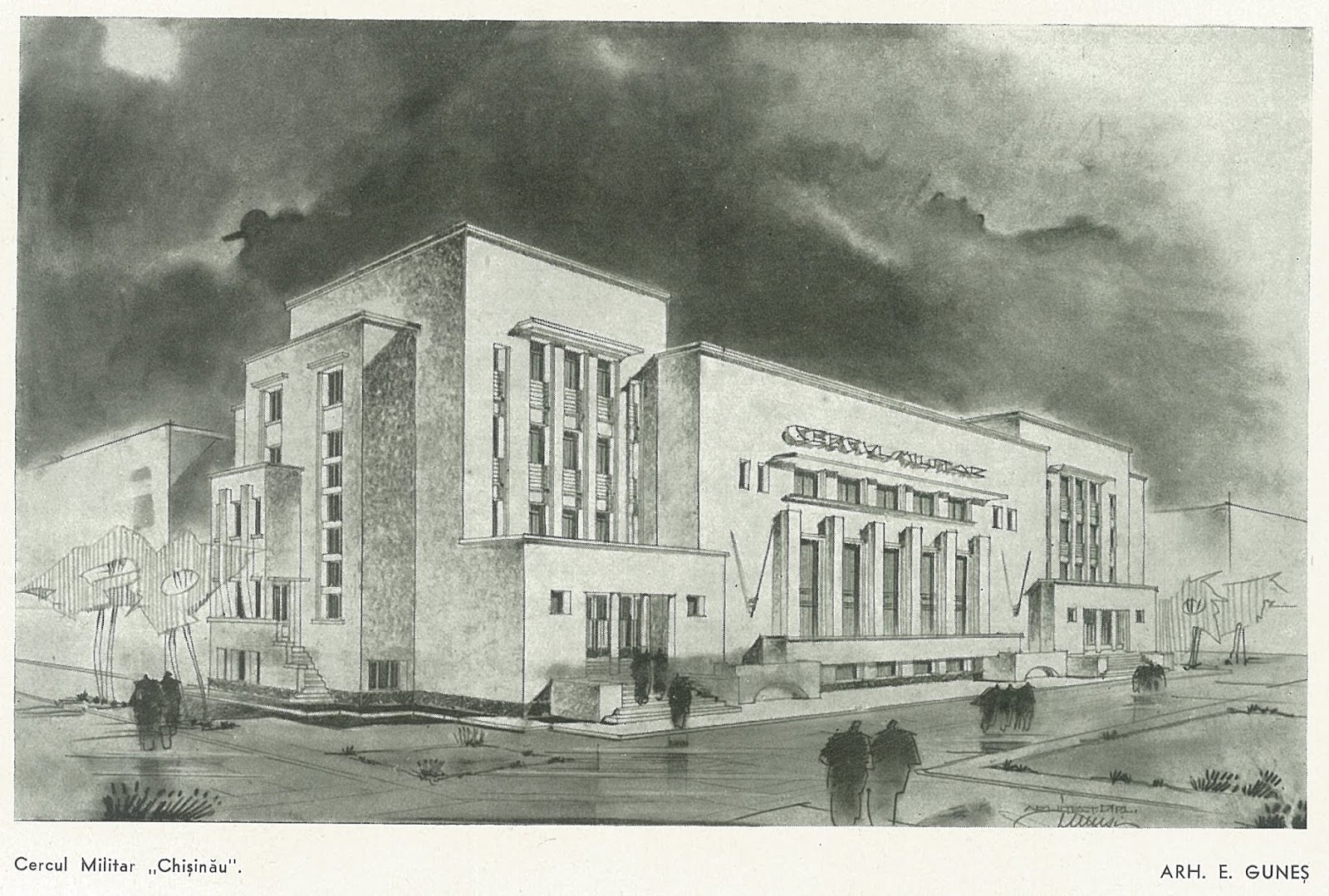
Edificiul s-a păstrat, dar cu un aspect modificat (sediul OTP Bank din spatele scuarului Eminescu).

## Vezi și
- Istoria Chișinăului

## Legături externe
- Materiale media legate de Centrul istoric din Chișinău la Wikimedia Commons
- „Centrul istoric al Chișinăului” Lista monumentelor de arhitectură din Centrul Istoric al Chișinăului. Monument.sit.md
- Planul urbanistic general al municipiului Chișinău Arhivat în 11 iunie 2021, la Wayback Machine. Primăria Municipiului Chișinău
- Prezentare: Planul urbanistic zonal. Centrul orașului Chișinău Arhivat în 5 mai 2021, la Wayback Machine.
- Vechiul Chișinău aproape că nu mai există: Ce a mai rămas din centrul istoric Arhivat în 4 februarie 2018, la Wayback Machine. 04.02.2018, Sputnik.md
- Ce este centrul istoric al Chișinăului? 13.01.2012, Locals.md
- (FOTO) Fotografii istorice ale Chișinăului vechi
- Plane și scheme istorice ale Chișinăului vechi